# Sarvivaara
Sarvivaara är en kulle i Finland. Den ligger i Kuusamo och landskapet Norra Österbotten, i den norra delen av landet, 700 km norr om huvudstaden Helsingfors. Toppen på Sarvivaara är 355 meter över havet, eller 68 meter över den omgivande terrängen. Bredden vid basen är 1,6 km.
Terrängen runt Sarvivaara är huvudsakligen platt. Runt Sarvivaara är det mycket glesbefolkat, med 2 invånare per kvadratkilometer.